# The Legend of Three Kingdoms
The Legend of Three Kingdoms (спрощ.: 三国群英传; кит. трад.: 三國群英傳; піньїнь: Sān Guó Qún Yīng Zhuàn; Сань Ґво Цюнь Їн Джвань; укр. Легенда про Трицарство) — серія відеоігор, що розроблялась спочатку OdinSoft, а пізніше UserJoy Technology.
Серія складається із семи одноосібних ігор для персональних комп'ютерів, три онлайнові гри та одну мобільну гру, які були випущені в Китаї, Японії, Південній Кореї, Росії, США та країнах Південної Азії.
Сюжет відеоігор базується за мотивами роману XIV століття «Трицарство» Ло Гуаньчжуна.

## Ігри

### Одноосібні ігри для ПК
- The Legend of Three Kingdoms (1998)
- The Legend of Three Kingdoms II (1999)
- The Legend of Three Kingdoms III (2001)
- The Legend of Three Kingdoms IV (2002)
- The Legend of Three Kingdoms V (2005)
- The Legend of Three Kingdoms VI (2006)
- The Legend of Three Kingdoms VII (2007)
- The Legend of Three Kingdoms VIII (2021)

### Онлайнові ігри
- The Legend of Three Kingdoms Online (2004)
- The Legend of Three Kingdoms 2 Online (2009)
- The Legend of Three Kingdoms Web (2014[3])

### Мобільні ігри
- The Legend of Three Kingdoms (2015)